# Distrito de Tiruchirappalli
Tiruchirappalli (en Tamil; தி௫ச்சிராப்பள்ளி மாவட்டம் ) es un distrito de India, en el estado de Tamil Nadu . 
Comprende una superficie de 6 810 km².
El centro administrativo es la ciudad de Tiruchirappalli.

## Demografía
Según censo 2011 contaba con una población total de 2 713 858 habitantes.